# Roy Fowler
Henry Roy Fowler (né le 26 mars 1934 à Longsdon et mort le 27 juin 2009 à Leek) est un athlète britannique, spécialiste des courses de fond. 

## Biographie
Il remporte la médaille de bronze du 10 000 mètres lors des championnats d'Europe de 1962, à Belgrade, devancé par le Soviétique Pyotr Bolotnikov et l'Est-allemand Friedrich Janke.
En 1963, il remporte le titre individuel du Cross des nations, à Saint-Sébastien en Espagne.

### Palmarès
| Date | Compétition           | Lieu            | Résultat | Épreuve    | Performance   |
| ---- | --------------------- | --------------- | -------- | ---------- | ------------- |
| 1962 | Championnats d'Europe | Belgrade        | 3e       | 10 000 m   | 31 min 27 s 4 |
| 1963 | Cross des nations     | Saint-Sébastien | 1er      | Individuel |               |

### Records
| Épreuve  | Performance  | Lieu     | Date              |
| -------- | ------------ | -------- | ----------------- |
| 10 000 m | 29 min 2 s 0 | Belgrade | 12 septembre 1962 |